# Kirdy Stevens
Kirdy Stevens (San Francisco, 1920 – California, 20 de octubre de 2012) fue un director de películas pornográficas estadounidense. Su película más aclamada fue Taboo.
Fue introducido al Salón de la Fama XRCO en el 2001 y en el Salón de la Fama AVN en el 2003.
Stevens murió de neumonía el 20 de octubre del 2012 a la edad de 92 años.